# 23-й отдельный дивизион бронепоездов
23-й отдельный дивизион броневых поездов (23 однбп) — формирование (воинская часть, отдельный дивизион броневых поездов) автобронетанковых войск РККА вооружённых сил СССР в Великой Отечественной войне.

## История
Формировался с ноября 1941 года на основании директивы Народного комиссара обороны (наркома обороны) СССР № 22сс от 29 октября 1941 года в Московском военном округе на станции Подмосковная. Бронепоезда изготавливались в депо близ Казанского вокзала.
В составе действующей армии с 7 марта 1942 года по 1 мая 1943 года и с 6 января 1944 года по 9 мая 1945 года.
Ещё 24 ноября 1941 года дивизион предполагалось направить в Рязань, но дивизион находился в резерве до марта 1942 года.

## Состав
- штаб и база (чёрный паровоз, вагоны: штабной, мастерские, столовая-баня и так далее)
- 1-й бронепоезд 23 однбп, переименован 17 декабря 1942 года в 604-й отдельный бронепоезд, а затем переименован 16 октября 1943 года в «620-й отдельный бронепоезд «Ёжик»»[3]. Бронепаровоз Ов  N  3730, неброневая сталь толщиной 27 мм, 2 двухосные бронеплощадки N  81 1 и 812, неброневая сталь 27+ 18 мм, вооружение каждой две 45-мм пушки  в башнях танков Т-26 и 4 пулемёта ДТ, зенитная площадка завода «Стальмост»  № 167 с двумя 25-мм пушками.[2] Командир: капитан Ананьев
- 2-й бронепоезд 23 однбп, переименован 17 декабря 1942 года в 665-й отдельный бронепоезд, а затем переименован 16 октября 1943 года в 776-й отдельный бронепоезд. Бронепаровоз Ов  № 6664, неброневая сталь 25-30 мм, двухосные бронеплощадки  № 813, 814, 815, 816, неброневая сталь Ст5 36 мм, вооружение каждой 45-мм пушка в башнях танков Т-26 и 5 пулемётов ДТ.[2] Командир: лейтенант Голованец.[4]

## Боевые действия и расформирование
После сформирования 23 однбп прибыл на Волховский фронт и начиная с марта 1942 года по апрель 1943 года курсирует по железнодорожной ветке Будогощь — Кириши — Грузино, выполняет задачи по прикрытию войск. 1 мая 1943 года дивизион вернулся в Москву, находится в резерве вплоть до 1944 года. В январе 1944 года вернулся на Волховский фронт, участвует в Ленинградско-Новгородской операции. Весной 1944 года отправлен на Карельский перешеек, действует на ветке Ленинград — Сестрорецк. С июня 1944 года участвует в Выборгской операции и после неё до апреля 1945 года дислоцируется в районе Выборга, в апреле 1945 года переехал в Эстонию, где закончил войну.
Здесь в период с 18 мая по 28 июля 1946 г. 23-й одбп расформировали, при этом боевую матчасть передали в 56-й одбп.

### В составе
| Дата            | Фронт                                                      | Армия      | Дивизия | Бригада | Полк | Примечания |
| --------------- | ---------------------------------------------------------- | ---------- | ------- | ------- | ---- | ---------- |
| 01.02.1942 года | Московский военный округ                                   | -          | -       | -       | -    | -          |
| 01.03.1942 года | Резерв Ставки ВГК                                          | -          | -       | -       | -    | -          |
| 01.04.1942 года | Волховский фронт                                           | 59-я армия | -       | -       | -    | -          |
| 01.05.1942 года | Ленинградский фронт (Группа войск Волховского направления) | -          | -       | -       | -    | -          |
| 01.06.1942 года | Ленинградский фронт (Волховская группа войск)              | -          | -       | -       | -    | -          |
| 01.07.1942 года | Волховский фронт                                           | -          | -       | -       | -    | -          |
| 01.08.1942 года | Волховский фронт                                           | -          | -       | -       | -    | -          |
| 01.09.1942 года | Волховский фронт                                           | -          | -       | -       | -    | -          |
| 01.10.1942 года | Волховский фронт                                           | -          | -       | -       | -    | -          |
| 01.11.1942 года | Волховский фронт                                           | -          | -       | -       | -    | -          |
| 01.12.1942 года | Волховский фронт                                           | -          | -       | -       | -    | -          |
| 01.01.1943 года | Волховский фронт                                           | -          | -       | -       | -    | -          |
| 01.02.1943 года | Волховский фронт                                           | -          | -       | -       | -    | -          |
| 01.03.1943 года | Волховский фронт                                           | -          | -       | -       | -    | -          |
| 01.04.1943 года | Волховский фронт                                           | -          | -       | -       | -    | -          |
| 01.05.1943 года | Волховский фронт                                           | -          | -       | -       | -    | -          |
| 01.06.1943 года | Московский военный округ                                   | -          | -       | -       | -    | -          |
| 01.07.1943 года | Московский военный округ                                   | -          | -       | -       | -    | -          |
| 01.08.1943 года | Московский военный округ                                   | -          | -       | -       | -    | -          |
| 01.09.1943 года | Московский военный округ                                   | -          | -       | -       | -    | -          |
| 01.10.1943 года | Московский военный округ                                   | -          | -       | -       | -    | -          |
| 01.11.1943 года | Приволжский военный округ                                  | -          | -       | -       | -    | -          |
| 01.12.1943 года | Приволжский военный округ                                  | -          | -       | -       | -    | -          |
| 01.01.1944 года | Приволжский военный округ                                  | -          | -       | -       | -    | -          |
| 01.02.1944 года | Волховский фронт                                           | -          | -       | -       | -    | -          |
| 01.03.1944 года | Волховский фронт                                           | -          | -       | -       | -    | -          |
| 01.04.1944 года | Ленинградский фронт                                        | 23-я армия | -       | -       | -    | -          |
| 01.05.1944 года | Ленинградский фронт                                        | 23-я армия | -       | -       | -    | -          |
| 01.06.1944 года | Ленинградский фронт                                        | 23-я армия | -       | -       | -    | -          |
| 01.07.1944 года | Ленинградский фронт                                        | 21-я армия | -       | -       | -    | -          |
| 01.08.1944 года | Ленинградский фронт                                        | 21-я армия | -       | -       | -    | -          |
| 01.09.1944 года | Ленинградский фронт                                        | 21-я армия | -       | -       | -    | -          |
| 01.10.1944 года | Ленинградский фронт                                        | 23-я армия | -       | -       | -    | -          |
| 01.11.1944 года | Ленинградский фронт                                        | 23-я армия | -       | -       | -    | -          |
| 01.12.1944 года | Ленинградский фронт                                        | 23-я армия | -       | -       | -    | -          |
| 01.01.1945 года | Ленинградский фронт                                        | 23-я армия | -       | -       | -    | -          |
| 01.02.1945 года | Ленинградский фронт                                        | 23-я армия | -       | -       | -    | -          |
| 01.03.1945 года | Ленинградский фронт                                        | 23-я армия | -       | -       | -    | -          |
| 01.04.1945 года | Ленинградский фронт                                        | -          | -       | -       | -    | -          |
| 01.05.1945 года | Ленинградский фронт                                        | 67-я армия | -       | -       | -    | -          |

## Командиры
2.1942 - 1944 (?)  Мартынов Пётр Фёдорович, капитан, позже майор, подполковник;
1944 (?) - 3.1945  Шестопалов, майор;
3.1945 - 7.1946 (?)  Новоселов Владимир Тимофеевич, майор.